# قانون جنگل (فیلم ۲۰۱۶)
قانون جنگل (به انگلیسی: Dog Eat Dog) فیلمی محصول سال ۲۰۱۶ و به کارگردانی پل شریدر است. در این فیلم بازیگرانی همچون نیکلاس کیج، ویلم دفو، کریستوفر متیو کوک، پل شریدر، عمر درسی، لوئیسا کراوس و ملیسا بلونا ایفای نقش کرده‌اند.